# Могамбо
Могамбо (англ. Mogambo) — американський художній фільм 1953 року режисера Джона Форда. Екранізація п'єси Вілсона Коллісона і вільний ремейк кінокартини 1932 року «Червоний пил», де головну роль також виконував Кларк Ґейбл. На мові суахілі могамбо означає пристрасть.

## Сюжет
Дія фільму відбувається в Кенії, центральній Африці. В основі сюжету — класичний любовний трикутник. Сивіючий, але ще повний сил,професійний мисливець Віктор Марсуел (Кларк Ґейбл) заробляє на життя продажем екзотичних африканських тварин різним зоопаркам світу, організовує сафарі, а також допомагає групам туристів та мисливців, які приїжджають до нього з різних частин світу, долати безкраї простори Африки. Він звик до чоловічого товариства, але життя несподівано посилає йому двох молодих гарних жінок, яким він міг би бути батьком: Елоїзу Келлі (Ава Гарднер) — чарівну, але легковажну танцюристку вар'єте, та на вигляд неприступну дружину антрополога — Лінду Нордлі (Грейс Келлі). Мисливцеві необхідно задуматися, чи не останній це дарунок долі…

## Ролі виконують
- Кларк Ґейбл — мисливець Віктор Марсуел
- Ава Гарднер — танцюристка Елоїза Келлі
- Грейс Келлі — дружина антрополога Лінда Нордлі

## Нагороди та номінації
- 1954 рік:
  - премія «Золотий Глобус» за найкращу жіночу роль другого плану (Грейс Келлі);
  - дві номінації на Оскар за найкращі жіночі ролі — головну (Ава Гарднер) і другого плану (Грейс Келлі);
  - номінація на премію BAFTA за найкращий фільм.

## Цікаві факти
- В музичному оформленні фільму використовувалися тільки національні африканські інструменти (що було абсолютно нехарактерним для Голлівуду того часу), тільки в одній сцені Ава Гарднер акомпанує собі на механічному піаніно.